# Anadara adamsi
Anadara adamsi – gatunek morskiego, osiadłego małża z rodziny arkowatych (Arcidae).
Muszla o wymiarach: długość 2,3 cm, wysokość 1,6 cm, średnica 1,4 cm. Odżywia się planktonem.
Występuje w wodach Panamy.